# Guy Hellers
Guy Hellers (Ciutat de Luxemburg, 10 d'octubre de 1964) és un exfutbolista i entrenador de futbol luxemburguès.
A partir de 2004 va entrenar la selecció de futbol de Luxemburg, després de la marxa del danès Allan Rodenkam Simonsen. Va dimitir el 2010 i va ser substituït per Luc Holtz.

## Carrera de club
Ha estat possiblement el jugador de futbol més important del seu país. Va jugar al FC Metz durant un breu període, però va passar la major part de la seva carrera al Standard Liège, club del que va ser capità. Va jugar 458 partits i va marcar 37 gols.

## Carrera internacional
Va debutar amb la selecció de Luxemburg l'octubre 1982, samarreta que va defensar fins al 1997. Va jugar 27 partits de classificació per a la Copa del Món de futbol i va marcar 2 gols.

### Gols internacionals
| # | Data            | Estadi                                              | Adversari       | Puntuació | Resultat | Competició                                          |
| - | --------------- | --------------------------------------------------- | --------------- | --------- | -------- | --------------------------------------------------- |
| 1 | 25 octubre 1989 | Estadi de Heysel, Brussel·les, Bèlgica              | Bèlgica         | 1-1       | 1-1      | Classificació per la Copa del Món de Futbol de 1990 |
| 2 | 7 juny 1995     | Estadi Josy Barthel, Ciutat de Luxemburg, Luxemburg | República Txeca | 1-0       | 1-0      | Classificació per l'Eurocopa de futbol del 1996     |

## Carrera d'entrenador
La seva carrera com a entrenador es desenvolupà a la selecció de Luxemburg, inicialment a les categories inferiors, des d'on va arribar a dirigir el primer equip.

## Palmarès
- 1 Copa belga de futbol (1993)